# 머리 라인스터

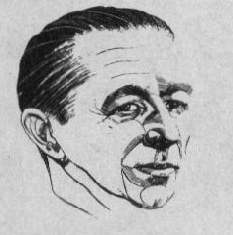

머리 라인스터(Murray Leinster, 1896년 6월 16일 ~ 1975년 6월 8일)는 미국의 과학소설 및 대체역사소설가인 윌리엄 피츠제럴드 젱킨스(William Fitzgerald Jenkins)의 필명이다. 장단편을 통틀어 1,500 편 이상의 소설을, 14편의 영화 대본을, 수백 개의 라디오 및 텔레비전 대본을 썼다.